# Eslovaquia en los Juegos Olímpicos de Atenas 2004
Eslovaquia estuvo representada en los Juegos Olímpicos de Atenas 2004 por un total de 64 deportistas que compitieron en 14 deportes.  
El portador de la bandera en la ceremonia de apertura fue el piragüista Michal Martikán.

## Medallistas
El equipo olímpico eslovaco obtuvo las siguientes medallas:
| Nombre                                                     | Deporte               | Competición          |
| ---------------------------------------------------------- | --------------------- | -------------------- |
| Oro                                                        |                       |                      |
| Elena Kaliská                                              | Piragüismo en eslalon | K1 F                 |
| Pavol Hochschorner Peter Hochschorner                      | Piragüismo en eslalon | C2 M                 |
| Plata                                                      |                       |                      |
| Jozef Krnáč                                                | Judo                  | –66 kg M             |
| Michal Martikán                                            | Piragüismo en eslalon | C1 M                 |
| Bronce                                                     |                       |                      |
| Michal Riszdorfer Richard Riszdorfer Juraj Bača Erik Vlček | Piragüismo            | K4 1000 m M          |
| Jozef Gönci                                                | Tiro                  | Rifle de aire 10 m M |